# Beaumont (Górna Sabaudia)
Beaumont – to miejscowość i gmina we Francji, w regionie Owernia-Rodan-Alpy, w departamencie Górna Sabaudia.
Według danych na rok 1990 gminę zamieszkiwało 1018 osób, a gęstość zaludnienia wynosiła 105 osób/km² (wśród 2880 gmin regionu Rodan-Alpy Beaumont plasuje się na 768. miejscu pod względem liczby ludności, natomiast pod względem powierzchni na miejscu 1144.).